# Bok Jankovac
Bok Jankovac je naselje v občini Gradiška, Bosna in Hercegovina. 

## Deli naselja
Bok Jankovac.

## Prebivalstvo
| Pregled števila prebivalcev po letih | Pregled števila prebivalcev po letih | Pregled števila prebivalcev po letih | Pregled števila prebivalcev po letih | Pregled števila prebivalcev po letih | Pregled števila prebivalcev po letih |
| ------------------------------------ | ------------------------------------ | ------------------------------------ | ------------------------------------ | ------------------------------------ | ------------------------------------ |
| 1948                                 | 1953                                 | 1961                                 | 1971                                 | 1981                                 | 1991                                 |
| -                                    | -                                    | -                                    | 504                                  | 415                                  | 754                                  |

| Narodna sestava prebivalstva po letih                                                                                          | Narodna sestava prebivalstva po letih                                                                                          | Narodna sestava prebivalstva po letih                                                                                            |
| --- | --- | --- |
| 1971 | 1981 | 1991 |
| . skupaj: 504 Srbi 329 (65,27 %) Hrvati 146 (28,96 %) Muslimani 28 (5,55 %) Jugoslovani 1 (0,19 %) drugi in neznano 0 (0,00 %) | . skupaj: 415 Srbi 270 (65,06 %) Hrvati 87 (20,96 %) Muslimani 36 (8,67 %) Jugoslovani 22 (5,30 %) drugi in neznano 0 (0,00 %) | . skupaj: 754 Srbi 480 (63,66 %) Hrvati 147 (19,49 %) Muslimani 65 (8,62 %) Jugoslovani 46 (6,10 %) drugi in neznano 16 (2,12 %) |